# Władysław Łukasiuk
Władysław Łukasiuk ps. Młot (ur. 16 lutego 1906, zm. 27 czerwca 1949) – kapitan WP/AK, partyzant antykomunistyczny ziemi podlaskiej.

## Życiorys
Urodził się we wsi Tokary, w rodzinie chłopskiej. Ukończył szkołę powszechną i gimnazjum. Od 1929 roku służył w wojsku w 3 PSK w Wołkowysku. Wykształcenie, dobra kondycja oraz predyspozycje sprawiły, że szybko awansował na plutonowego. Niestety jego karierę przerwał tragiczny wypadek. Łukasiuk podczas treningu ujeżdżania konia, spadł z niego i doznał poważnych obrażeń lewej nogi. Efektem tego wypadku było to, że młodemu plutonowemu lewa noga na zawsze pozostała sztywna. Po zawarciu małżeństwa z Jadwigą Oksiutówną osiadł w Mężeninie nad Bugiem. Miał z nią troje dzieci. Do wybuchu wojny pełnił funkcję zastępcy wójta gminy Sarnaki. Istnieje przypuszczenie, że w tym czasie rozpracowywał dla polskiego wywiadu środowiska komunistyczne i masońskie (rozpracowywał między innymi Wandę Wasilewską).
W wojnie obronnej nie brał udziału. Aktywnie za to współpracował z ZWZ/AK. Dowodził drużyną konspiracyjną wchodzącą w skład 8 kompanii, IX Ośrodka Sarnaki-Górki Obwodu AK Siedlce. Brał udział w akcji „V” – przejęcia niewybuchu niemieckiego pocisku rakietowego V-2 pod Sarnakami. Po wkroczeniu Sowietów, podjął próbę stawiania oporu nowemu wrogowi. Zimą 1944 plut. „Młot” nawiązał kontakt z Obwodem Bielsk Podlaski, należącym do Białostockiego Okręgu AK. Władysław Łukasiuk powiększył w styczniu 1945, swój oddział z kilku do kilkudziesięciu ludzi. Pierwszą potyczkę z sowietami zakończoną rozbiciem grupy operacyjnej NKWD, stoczył 18 marca 1945 na drodze z Mężenina do Figał. Wkrótce jego oddział połączył się z dużo większym oddziałem AK/AKO ppor. Teodora Śmiałowskiego „Szumnego”, gdzie Łukasiuk objął funkcję dowódcy 1 plutonu. Pluton ten wyróżnił się bojowością na tle innych oddziałów jednostki. W czasie służby w oddziale „Młot” zdał kurs Szkoły Podchorążych Rezerwy. W sierpniu 1945 pchor. Łukasiuk został awansowany na podporucznika. Kolejne awanse to: porucznik (X 1946) i kapitan (11 XI 1947).
Po śmierci „Szumnego” 1 sierpnia 1945 roku oddział rozwiązano. Pluton ppor. Łukasiuka nie chcąc składać broni dołączył do 5 Wileńskiej Brygady AK. Stoczył w jej szeregach kilka potyczek (pod Sikorami, Zalesiem i w Miodusach-Pokrzywnych). Po demobilizacji Brygady stworzył w polu, wraz z ppor. Lucjanem Minkiewiczem „Wiktorem” oddział kadrowy. Oddział ten od lutego 1946, przeszedł pod rozkazy mjr Zygmunta Szendzielarza „Łupaszki” i otrzymał nazwę 6 Brygady Wileńskiej. Wkrótce Brygada ta przeszła z rejonu lewobrzeżnego rzeki Bug w rejony północne powiatu Sokołów Podlaski. 18 października 1946 porucznik „Młot” został mianowany dowódcą 6 Brygady Wileńskiej. Przez 3 lata dowodził nią, potrafiąc utrzymać się w terenie, nawet w najtrudniejszych sytuacjach.
Był człowiekiem solidnym, odpowiedzialnym, mającym świetny instynkt partyzancki. Wyróżniał go na tle innych dowódców bardzo silny charakter. Pomimo kalectwa zawsze maszerował w pierwszym szeregu, razem ze swoim oddziałem. Starsi mieszkańcy Podlasia pamiętają, że poruszanie sprawiało mu duże kłopoty. Musiał podpierać się swoim karabinem SWT.
W ciągu kilku lat stał się ze zwykłego dowódcy plutonu, prawdziwą legendą Podlasia. Lubił go i liczył się z nim sam mjr „Łupaszka”. Uważa się, że cechowała go dbałość o ludność cywilną (zwalczanie bandytyzmu i złodziejstwa).
Kapitan Władysław Łukasiuk „Młot” zginął na kolonii wsi Czaje-Wólka, zastrzelony przez swojego podkomendnego Czesława Dybowskiego „Rejtana”. „Młot” zastrzelił młodszego brata Czesława – Leopolda, ponieważ nie wykonał on rozkazu „Młota” – wykonania wyroku śmierci na osobach podejrzewanych o współpracę z UB. Widząc to, „Rejtan” zastrzelił „Młota”.
Zwłoki kpt. „Młota” zostały ekshumowane 13 sierpnia 1949 przez funkcjonariuszy UBP. Miejsce ich pochówku pozostaje nieznane.

## Upamiętnienie
15 lipca 2006 roku w Czajach Wólce (gmina Ciechanowiec) nastąpiło uroczyste odsłonięcie pomnika poświęconego pamięci Młota. Jeszcze przed uroczystościami pomnik został zniszczony (prawdopodobnie przez lokalną społeczność, wśród której Młot nie cieszył się dobrą opinią).
W 2002 powstał film Historia „Młota”, czyli dwie Polski.
11 czerwca 2021 w Tokarach, rodzinnej wsi „Młota”, odsłonięto tablicę pamiątkową. Inicjatorem było Stowarzyszenie Historyczne im. „11 Grupy Operacyjnej NSZ” z Płocka.

## Ordery
Pośmiertnie, postanowieniem prezydenta RP Lecha Kaczyńskiego z 9 listopada 2007 „za wybitne zasługi dla niepodległości Rzeczypospolitej Polskiej” został, wraz z dwoma innymi „żołnierzami wyklętymi” – Kazimierzem Kamieńskim i Zygmuntem Szendzielarzem odznaczony Krzyżem Wielkim Orderu Odrodzenia Polski, a przekazanie orderów odbyło się 11 listopada tego samego roku w czasie uroczystości z okazji Narodowego Święta Niepodległości.

## Literatura
- Kazimierz Krajewski, Tomasz Łabuszewski: „Łupaszka”, „Młot”, „Huzar”. Działalność 5 i 6 Brygady Wileńskiej AK (1944-1952). Warszawa: „Volumen”: „Marabut”, 2002, s. 944. ISBN 83-7233-019-0.
- Kazimierz Krajewski, Tomasz Łabuszewski: Kpt. Władysław Łukasiuk „Młot” podlaski komendant 6 Brygady Wileńskiej AK. Warszawa: Fundacja Pamiętamy, 2009, s. 48.
- Joanna Wieliczka-Szarkowa: Żołnierze wyklęci : niezłomni bohaterowie. Kraków: Wydawnictwo AA, 2013. ISBN 978-83-7864-148-3. OCLC 829895955.